# Svein Gunnar Rein
Svein Gunnar Rein (Os, 10 aprile 1954) è un ex calciatore norvegese, di ruolo attaccante.

## Carriera

### Club
Rein giocò nell'Os, per poi passare al Brann nel 1977. Nel 1978 si trasferì allo Skeid, per poi militare nelle file degli svedesi del Karlstad.

### Nazionale
Conta 3 presenze e una rete per la Norvegia. Debuttò il 28 giugno 1979, nella sconfitta per 2-0 contro la Svezia. Realizzò l'unica marcatura nel pareggio per 1-1 contro la Finlandia, del 26 ottobre successivo.